# Marcel Marlier

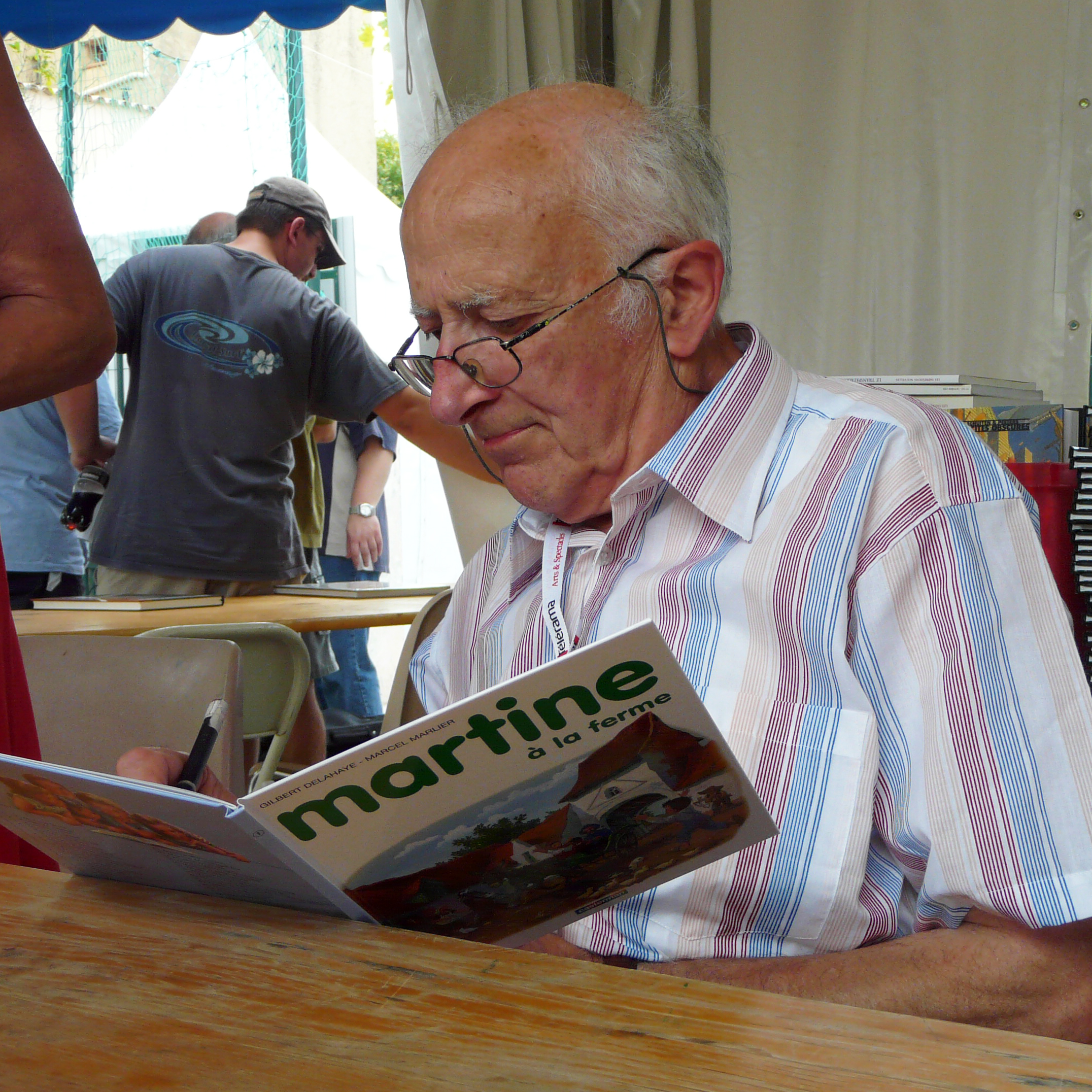
Marlier in 2008

Marcel Marlier (Herzeeuw, 18 november 1930 - Doornik, 18 januari 2011) was een Belgische illustrator.
Marlier werd geboren in Herseaux, een deelgemeente van Moeskroen. Hij studeerde aan de l'école Saint-Luc in Doornik, waar hij later onderwijzer werd. Na het winnen van een illustratie-wedstrijd begon hij zijn carrière als illustrator van kinderboeken.
In 1954 startte hij met Gilbert Delahaye de kinderboekenreeks Tiny die uitgegeven werden door uitgever Casterman. Het eerste boek was getiteld Tiny op de boerderij en meer dan vijftig jaar later werd het zestigste boek uitgebracht.
Marlier stierf in 2011 op 80-jarige leeftijd aan de gevolgen van kanker.
Op 29 september 2015 werd er in het Gravenkasteel in de Belgische stad Moeskroen het museum Centre Marcel-Marlier, dessine-moi Martine geopend gewijd aan het werk van deze illustrator.